# 354 до н. е.

## Події
- перша політична промова Демосфена «Про податні округи» (Peri symmorion)
- Самніти укладають з Римом союз проти кельтів та інших сусідніх племен.
- тиран Сіракуз Калліпп
- Лікофрон II напав на місто Лариса, але був розбитий Філіпом II